# Frank Dancevic
Frank Russell Dancevic (* 26. September 1984 in Niagara Falls, Ontario) ist ein ehemaliger kanadischer Tennisspieler und -trainer.

## Karriere
Frank Dancevic besiegte bei seinem ATP-Debüt 2002 überraschend in Washington Nikolai Dawydenko. Ein Jahr später erhielt er eine Wildcard für das Kanada Masters und unterlag diesmal Dawydenko mit 6:7, 6:4, 3:6. 2004 stand Dancevic in der zweiten Runde beim Rasenturnier in Queens und kam 2005 in Memphis und San José jeweils in die zweite Runde. Anfang 2006 gewann er ein Challenger-Turnier auf Hawaii und stand kurz darauf bei einem weiteren Challenger im Finale. Seine besten Leistungen zeigte er im Sommer auf Rasen. Beim Turnier im Londoner Queen’s Club unterlag er dem Weltranglisten-Fünften Andy Roddick in Runde zwei knapp mit 6:2, 4:6, 3:6. In Newport verlor er in Runde zwei gegen Jürgen Melzer mit 4:6, 6:3, 4:6. Er siegte im Spätsommer beim Challenger-Turnier in Granby und schaffte dadurch erstmals den Sprung in die Top 100 der Weltrangliste. Daraufhin kam er bei vier ATP-Turnieren in Folge jeweils in die zweite Runde. In Bangkok verlor er mit 6:2, 6:7, 4:6 nach hartem Kampf gegen den Weltranglisten-17. Jarkko Nieminen, gegen den er auch in Toronto ausschied. In Tokio war er gegen Tim Henman chancenlos und in Stockholm war in Runde zwei Kristof Vliegen nach drei Sätzen Endstation. Er beendete das Jahr somit als Nummer 87 der Weltrangliste. Anfang 2007 stand er bei den Australian Open in der zweiten Runde, wo er gegen Lokalmatador Lleyton Hewitt mit 4:6, 4:6, 6:3, 4:6 unterlegen war. In Indian Wells verlor er in Runde zwei gegen den Weltranglistenfünften Fernando González mit 6:7, 6:1, 5:7. Als Nummer 109 der Weltrangliste zog er in Indianapolis Ende Juli in das Finale ein. Nach Siegen über den gesetzten Benjamin Becker und Juan Martín del Potro traf er im ersten Halbfinale seiner Karriere auf den topgesetzten Andy Roddick. Bei 43 Grad Celsius besiegte er den Weltranglisten-Vierten und schlug dabei 15 Asse. Im Finale unterlag er zwar Dmitri Tursunow, schaffte aber erneut den Sprung in die Top 100.

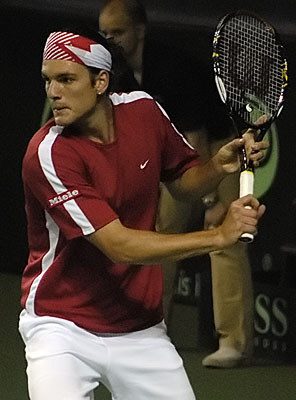
Dancevic 2009 bei der Davis-Cup-Begegnung gegen Ecuador

Bei den Canadian Open in Montreal stand er vor heimischem Publikum unter den letzten Acht und lieferte dem Weltranglisten-Zweiten Rafael Nadal einen harten Kampf. Er unterlag dem Spanier mit 6:4, 2:6, 3:6 und kletterte auf Platz 65. Bei den US Open verlor Dancevic gegen Marat Safin 5:7, 6:7 und 6:7, im Doppel konnte er in Tokio das Endspiel erreichen.
2008 unterlag er bei den Australian Open dem gesetzten Jarkko Nieminen in fünf Sätzen. Nach einer bis dahin enttäuschenden Saison sorgte der Kanadier in Wimbledon für eine Überraschung. Er bezwang, mit einer Wildcard startend, in der ersten Runde den an sieben gesetzten ehemaligen Finalisten David Nalbandian in drei Sätzen. Eine Runde später wurde sein Höhenflug gestoppt, als er gegen Bobby Reynolds verlor. Kurz darauf erreichte Dancevic nach einem Sieg über den an vier gesetzten Igor Kunizyn das Halbfinale beim Rasenturnier in Newport, wo er 6:7, 6:4, 3:6 gegen Prakash Amritraj verlor. In Indianapolis scheiterte der Vorjahresfinalist in Runde eins an Bobby Reynolds in drei Sätzen und fiel dadurch im Ranking weit zurück. In Toronto erhielt Dancevic eine Wildcard und überraschte in der Auftaktrunde mit einem Sieg über Mario Ančić. Anschließend schied er gegen Titelverteidiger Novak Đoković mit 4:6, 4:6 aus. Anfang 2009 qualifizierte sich Dancevic sowohl in Sydney als auch bei den Australian Open für die Hauptrunde, wo er nach einem Sieg über Xavier Malisse in Quali-Runde drei gegen James Blake im Hauptfeld verlor. In Miami gewann er überraschend gegen Philipp Kohlschreiber, bevor er sich dem Weltranglisten-Dritten Novak Đoković geschlagen geben musste. Im Juni erreichte er in Eastbourne sein zweites ATP-Finale, hatte aber wie schon 2007 in Indianapolis das Nachsehen gegen Dmitri Tursunow, der die Partie in zwei Sätzen gewann. Größere Erfolge auf der World Tour gelangen ihm ab 2010 nicht mehr. Auf der Challenger Tour sicherte er sich dagegen noch drei Einzeltitel: 2012 besiegte er Igor Andrejew im Finale in Dallas in zwei Sätzen, ein Jahr darauf setzte er sich zum dritten Mal in Granby durch, als er Lukáš Lacko in drei Sätzen bezwang. 2014 schlug er Norbert Gombos beim Turnier in Košice im Finale in drei Sätzen. Auch im Doppel gewann Dancevic 2013 in Lexington noch einen Titel. An der Seite von Peter Polansky setzte er sich im Endspiel mit 7:5 und 6:3 gegen Bradley Klahn und Michael Venus durch.
2017 folgte Dancevic Martin Laurendeau ins Amt, dem langjährigen Kapitän der kanadischen Davis-Cup-Mannschaft. 2019 gelang der Mannschaft unter Dancevic als Kapitän erstmals in der Historie die Finalteilnahme im Davis Cup. Gegen Spanien unterlag Kanada mit 0:2. Im August 2019 wurde Dancevic zusätzlich zu seinem Kapitänsamt von Vasek Pospisil als Trainer verpflichtet. Während Dancevic im Einzel bis August 2018 noch regelmäßig Turniere auf der Challenger und der World Tour bestritt, nahm er seitdem lediglich an den Qualifikationsrunden der ATP-Turniere in Peking in der Saison 2019 und in Auckland in der Saison 2020 teil. Beide Male kam er nicht über die erste Runde hinaus.

## Erfolge
| Legende (Anzahl der Siege)  |
| Grand Slam                  |
| ATP World Tour Finals       |
| ATP World Tour Masters 1000 |
| ATP World Tour 500          |
| ATP World Tour 250          |
| ATP Challenger Tour (10)    |

### Einzel

#### Turniersiege
| Nr. | Datum           | Turnier    | Belag     | Finalgegner    | Ergebnis        |
| --- | --------------- | ---------- | --------- | -------------- | --------------- |
| 1.  | 13. Juli 2003   | Granby (1) | Hartplatz | Eric Taino     | 7:610, 6:1      |
| 2.  | 27. Juli 2003   | Lexington  | Hartplatz | Petr Kralert   | 7:5, 6:4        |
| 3.  | 29. Januar 2006 | Waikoloa   | Hartplatz | Lu Yen-hsun    | 6:715, 6:2, 6:2 |
| 4.  | 30. Juli 2006   | Granby (2) | Hartplatz | Tobias Clemens | 6:72, 7:66, 6:3 |
| 5.  | 8. Juni 2008    | Surbiton   | Rasen     | Kevin Anderson | 4:6, 6:3, 7:64  |
| 6.  | 18. März 2012   | Dallas     | Hartplatz | Igor Andrejew  | 7:64, 6:3       |
| 7.  | 21. Juli 2013   | Granby (3) | Hartplatz | Lukáš Lacko    | 6:4, 6:74, 6:3  |
| 8.  | 14. Juni 2014   | Košice     | Sand      | Norbert Gombos | 6:2, 3:6, 6:2   |

#### Finalteilnahmen
| Nr. | Datum         | Turnier      | Belag     | Finalgegner     | Ergebnis  |
| --- | ------------- | ------------ | --------- | --------------- | --------- |
| 1.  | 29. Juli 2007 | Indianapolis | Hartplatz | Dmitri Tursunow | 4:6, 5:7  |
| 2.  | 21. Juni 2009 | Eastbourne   | Rasen     | Dmitri Tursunow | 3:6, 6:75 |

### Doppel

#### Turniersiege
| Nr. | Datum         | Turnier   | Belag     | Partner        | Finalgegner                   | Ergebnis  |
| --- | ------------- | --------- | --------- | -------------- | ----------------------------- | --------- |
| 1.  | 18. Juli 2004 | Granby    | Hartplatz | Brian Baker    | Harel Levy Davide Sanguinetti | 6:2, 7:65 |
| 2.  | 27. Juli 2013 | Lexington | Hartplatz | Peter Polansky | Bradley Klahn Michael Venus   | 7:5, 6:3  |

#### Finalteilnahmen
| Nr. | Datum           | Turnier | Belag     | Partner      | Finalgegner                  | Ergebnis |
| --- | --------------- | ------- | --------- | ------------ | ---------------------------- | -------- |
| 1.  | 1. Oktober 2007 | Tokio   | Hartplatz | Stephen Huss | Jordan Kerr Robert Lindstedt | 4:6, 4:6 |